# كريستيان راموس
كريستيان راموس (Christian Ramos) (مواليد 4 نوفمبر 1988)، هو لاعب كرة قدم يلعب كمدافع. يلعب مع منتخب بيرو لكرة القدم منذ عام 2009 و لعب سابقاً في نادي النصر السعودي .

## وصلات خارجية
- كريستيان راموس على موقع الاتحاد الدولي (مؤرشف)  (الإنجليزية)
- كريستيان راموس على موقع قاعدة بيانات كرة القدم.إي يو (الإنجليزية)
- كريستيان راموس على موقع ناشيونال فوتبول تيمز (الإنجليزية)
- كريستيان راموس على موقع Soccerway.com (الإنجليزية)
- كريستيان راموس على موقع عالم كرة القدم.نت (الإنجليزية)